# Sončev mrk 21. avgusta 2017
Sončev mrk 21. avgusta 2017, medijsko napihnjen tudi "Veliki ameriški mrk", je bil popolni sončev mrk, ki je obsegal pas čez cele celinske Združene države, od Tihega oceana do Atlantskih obal. Kot delni sončev mrk je bil na kopnem viden od Nunavuta v severni Kanadi, do severne Južne Amerike. V severozahodni Evropi in Afriki je bil viden le delno v poznem večeru. V severovzhodni Aziji je bil delno viden ob sončnem vzhodu.
Razen tega dogodka, ni bilo čez cele Združene države vidnega niti enega mrka vse od 8. junija 1918, od februarja 1979 pa ni bilo mrka, ki bi bil viden iz celinskih Združenih držav. Pot popolnosti se je dotaknila 14 zveznih držav, preostale ZDA pa so uživale v delnem mrku. Površina popolnosti je obsegala okoli 16 odstotkov površine ZDA, z največjo površino čez ocean, ne zemljo. Senca se je dotaknila tal na oregonski obali kot delni mrk ob 16:05 UTC (9:05 PDT), popolni mrk pa se je tu pričel ob 17:16 UTC (10:16 PDT); pokritost popolnega mrka se je končala v Južni Karolini ob okoli 18:44 UTC (14:44 EDT). Vidnost kot delni mrk se je v mestu Honolulu, Havaji začela s sončevih vzhodom ob 16:20 UTC (6:20 HST) in se je končala ob 17:25 UTC (7:25 HST).
Ta popolni sončev mrk je bil prvi mrk, ki se je zgodil v obdobju pametnih telefonov in družabnih medijev v Ameriki. Informacije, osebne komunikacije in fotografija so bile dostopne kot še nikoli, kar je povzročilo splošno pozornost in družbeno dogajanje.
Za dogodek je bilo zelo veliko zanimanja; ljudje so se za opazovanje zbirali zunaj, veliko zabav pa so pripravili prav na mestu mrka. Veliko ljudi je odšlo zdoma in prepotovalo stotine kilometrov samo zato, da bi videli kratek hip popolnosti, ki ga večina ljudi ne doživi. Prošnje za poroko so se dogajale med mrkom, med njim pa je potekala tudi najmanj ena poroka. Pričakovani so bili tudi logistični problemi zaradi količine obiskovalcev. Predvidevalo se je tudi, da bodo lažna očala za opazovanje mrka vzrok za poškodbe oči.
Prihodnji popolni sončevi mrki bodo prečkali ZDA aprila 2024 (12 zveznih držav) in avgusta 2045 (10 zveznih držav), kolobarjasti sončevi mrki—kjer se Luna zdi manjša od Sonca—pa se bodo zgodili oktobra 2023 (9 zveznih držav) in junija 2048 (9 zveznih držav).

## Vidnost
Popolni mrk je imel magnitudo 1,0306 in je bil viden le na ozkem pasu, širokem okoli 110 km, ki je prečkal 14 celinskih držav Združenih držav Amerike: Oregon, Idaho, Montana, Wyoming, Nebraska, Kansas, Iowa, Misuri, Illinois, Kentucky, Tennessee, Georgia, Severna Karolina in Južna Karolina. Iz celinskih ZDA je bil viden le malo po 10:15 PDT (17:15 UTC) na pacifiški obali Oregona. Svojo pot je nadaljeval proti vzhodu skozi Salem, Oregon; Idaho Falls, Idaho; Casper, Wyoming; Lincoln, Nebraska; Kansas City, Missouri; St. Louis, Missouri; Hopkinsville, Kentucky; in Nashville, Tennessee; preden je dosegel Columbio, Južna Karolina okoli 14:41; nazadnje je dosegel Charleston, Južna Karolina. Delni mrk se je videlo več časa, z začetkom okoli 9:00 PDT na pacifiški obali Oregona. Vremenske napovedi so v zahodnih ZDA in nekaj vzhodnih državah napovedale lepo vreme, toda oblake na srednjem zahodu in vzhodni obali.
Najdaljše trajanje popolnosti na tleh je bilo 2 minuti in 41,6 sekund na okoli 37°35′0″N 89°7′0″W / 37.58333°N 89.11667°W v Giant City State Parku, rahlo južno od Carbondalea, Illinois. Največja širina je bila na 36°58′0″N 87°40′18″W / 36.96667°N 87.67167°W blizu vasi Cerulean, Kentucky, ki se nahaja med Hopkinsvilleom in Princetonom. To je bil prvi popolni sončev mrk, viden iz Jugovzhodnih Združenih držav od sončevega mrka 7. marca 1970. Nad oblaki sta letela dva NASA WB-57Fs, saj sta tako lahko podaljšala čas, preživet v senci. Delni sončev mrk je bil viden iz mnogo širše poti Lunine polsence, med katerimi je vsa Severna Amerika, določena območja južno od popolnosti, kjer je mrk trajal okoli 3–5 ur, severna Južna Amerika, Zahodna Evropa, nekaj Afrike in severovzhodna Azija.

Na neki lokaciji v Wyomingu je majhna skupina astronomov uporabila teleskopske leče, da bi fotografirala Sonce med delnim mrkom, medtem ko je Mednarodna vesoljska postaja tudi narahlo prečkala Sonce. Podobne slike je zajela tudi NASA iz lokacije v Washingtonu. (Glej Galerijo – del z delnimi mrki).

## Ostala nebesna telesa
Med mrkom je bilo vidnih več svetlih zvezd in štirje planeti. Zvezdni sistem Regul je bil viden rahlo zahodno od Sonca. Mars je bil 8° na desni, Venera 34° na desni, Merkur 10° na levi in Jupiter 51° na levi.

## Poškodba snemalne opreme
Lensrentals, podjetje za kamere iz Tennesseeja, je poročalo, da je veliko njegovih kupcev vrnilo kamere in leče z dokaj veliko poškodbo. Največji problem je bil poškodba senzorja kamere. To se najbolj pogosto zgodi v načinu v živo, kjer je senzor neprestano izpostavljen sliki mrka in se uniči pod sončevo svetlobo. Naslednji problem je bila vročina in svetlost mrka, ki je uničil iris leče, ki mehansko uravnava količino svetlobe, ki pride v kamero. Naslednji problem je bil tudi filter za nevtralno gostoto filmske kamere, ki je bil poškodovan zaradi vročine iz svetlosti. Skupna nastala škoda je dosegala nekaj tisoč dolarjev.

## Spominska znamka
20. junija 2017 je USPS prvič uporabila termokromično črnilo za znamke večnega popolnega sončevega mrka kot spomin na mrk. Ko na znamko pritisneš s prstom, spremeni toplota telesa temno sliko v sliko polne lune. Znamka je izšla pred 21. avgustom, zato uporablja sliko mrka 29. marca 2006 iz kraja Jalu, Libija.

## Videi
- Animacija prikazuje premik sence iz vesolja.
- Ilustracija kaže senco (črn oval), polsenco (koncentrične zasenčene ovale) in pot popolnosti (rdeča).
- Ilustracija prikazuje različne poglede mrka.
- Kratek časovni pregled, ki kaže senco, ki se premika skozi oblake.
- Video popolnosti v Newberryju, Južna Karolina

## Galerija

### Popolnost
(Slike, kjer je Sonce popolnoma zastrto z Luno)
- Sekvenca, z začetkom ob 9:06, popolnost ob 10:19, konec ob 10:21 PDT, iz Corvallisa, Oregon
- Popolnost in prominence iz Glenrocka, Wyoming
- Popolnost iz Columbie, Missouri
- Popolnost iz Sweetwatra, Tennessee
- Popolnost iz Saint Paula, Clarendon County, South Carolina
- Popolnost iz Newberryja, South Carolina

### Prehodi
(Slike prikazujejo Bailyjeve bisere ali diamantni prstan, ki se zgodi tik pred ali za popolnostjo)
- Začetek diamantnega prstana iz Glenrocka, Wyoming
- Diamantni prstan iz Jay Ema, Wyoming
- Bailyjevi biseri pred popolnostjo iz zahodne Nebraske
- Diamantni prstan iz Corvallisa, Oregon
- Diamantni prstan iz Saint Paula, Južna Karolina
- Diamantni prstan iz Newberryja, Južna Karolina
- Diamantni prstan (z veliko svetlostjo) iz Cullowheea, NC

### Delni
(Slike Sonca, le delno zakrite z Luno)
- Seattle, Washington
- North Cascades National Park, Washington. Vidna je MVP, medtem ko preči Sonce med mrkom (kompozitum 4 sličic).
- San Francisco, Kalifornija
- Mira Mesa v San Diegu, Kalifornija
- Zelo zahodna Nebraska
- White House, Tennessee
- Maine ob 14:41 EDT pred maksimumom 68% zakritosti ob 14:45
- Brooklyn, New York
- Ellicott City, Maryland tik pred maksimalnim mrkom (~80%)
- Virginia Beach, Virginia
- Simpsonville, South Carolina
- Paoli, Pennsylvania
- Newberry, South Carolina

### Slike, proizvedene z naravnimi špranjami
(Slike mrka, ki so jih ustvarile naravne špranje, ki jih oblikujejo listi dreves)
- North Cascade mountains (British Columbia in Washington).
- East Wenatchee, Washington
- Moon, Pennsylvania

### Pogledi zunaj ZDA
- Tuxtla Gutiérrez (Chiapas), Mexico ob 12:36 GMT-6.
- Chihuahua, Mexico ob 11:40
- Sončni zahod iz kraja Zarautz, Baskija, Španija
- Sončni zahod iz Coimbre, Portugalska

## Povezani mrki
Ker se je zgodil le 3,2 dni po perigeju (perigej je bil v petek, 18. avgusta 2017), je bil lunin navidezni premer večji med popolnim sončevim mrkom v ponedeljek, 21. avgusta 2017.
Leta 2017 je bil še en sončev mrk, veliki kolobarjasti sončev mrk (99,223%) 26. februarja.

### Mrki leta 2017
- Polsenčni lunin mrk 11. februarja.
- Kolobarjasti sončev mrk 26. februarja.
- Delni lunin mrk 7. avgusta.
- Popolni sončev mrk 21. avgusta.

### Sončevi mrki na dvižnem vozlu 2015–2018
- 125. saros: Delni sončev mrk 13. septembra 2015
- 135. saros: Kolobarjasti sončev mrk 1. septembra 2016
- 145. saros: Popolni sončev mrk 21. avgusta 2017
- 155. saros: Delni sončev mrk 11. avgusta 2018

Astronomi brez meja so začeli zbirati očala za opazovanje mrka za Latinsko Ameriko za popolni mrk, ki se je zgodil 2. julija 2019, in za Azijo za kolobarjasti mrk 26. decembra 2019.
V istem obdobju mrkov se je zgodil tudi delni lunin mrk 7. avgusta 2017. Viden je bil preko Afrike, Azije, Avstralije in vzhodne Evrope.

### Tzolkineks
- Prejšnji: Sončev mrk 11. julija 2010
- Naslednji: Sončev mrk 2. oktobra 2024

### Polovični saros
- Prejšnji: Lunin mrk 16. avgusta 2008
- Naslednji: Lunin mrk 28. avgusta 2026

### Tritos
- Prejšnji: Sončev mrk 22. septembra 2006
- Naslednji: Sončev mrk 22. julija 2028

### 145. sončev saros
- Prejšnji: Sončev mrk 11. avgusta 1999
- Naslednji: Sončev mrk 2. septembra 2035

### Ineks
- Prejšnji: Sončev mrk 11. septembra 1988
- Naslednji: Sončev mrk 2. avgusta 2046

### Sončevi mrki 2015–2018
Ta mrk je del semestrskih serij. Mrk v ciklu Sončevih mrkov se ponovi na približno vsakih 177 dni in 4 ur (en semester) na izmeničnih vozlih Luninega tira.
| Serija sončevih mrkov v obdobju 2015–2018                                                          | Serija sončevih mrkov v obdobju 2015–2018 | Serija sončevih mrkov v obdobju 2015–2018 | Serija sončevih mrkov v obdobju 2015–2018 | Serija sončevih mrkov v obdobju 2015–2018 | Serija sončevih mrkov v obdobju 2015–2018 | Serija sončevih mrkov v obdobju 2015–2018 |
| -------------------------------------------------------------------------------------------------- | ----------------------------------------- | ----------------------------------------- | ----------------------------------------- | ----------------------------------------- | ----------------------------------------- | ----------------------------------------- |
| Padni vozel                                                                                        | Padni vozel                               | Padni vozel                               |                                           | Dvižni vozel                              | Dvižni vozel                              | Dvižni vozel                              |
| Saros                                                                                              | Zemljevid                                 | Gama                                      | Saros                                     | Zemljevid                                 | Gama                                      |                                           |
| 120 Longyearbyen, Svalbard                                                                         | 20. marec 2015 Popolni                    | 0,9453                                    | 125                                       | 13. september 2015 Delni                  | -1,1004                                   |                                           |
| 130 Balikpapan (Indonezija)                                                                        | 9. marec 2016 Popolni                     | 0,2609                                    | 135 L'Étang-Salé, Réunion                 | 1. september 2016 Kolobarjasti            | -0,3330                                   |                                           |
| 140 Delni iz Buenos Airesa                                                                         | 26. februar 2017 Kolobarjasti             | -0,4578                                   | 145 Casper, Wyoming                       | 21. avgust 2017 Popolni                   | 0,4367                                    |                                           |
| 150 Delnost iz Olivos, Buenos Aires                                                                | 15. februar 2018 Delni                    | -1,2117                                   | 155 Delnost iz Huittinena (Finska)        | 11. avgust 2018 Delni                     | 1,1476                                    |                                           |
| Delna sončeva mrka 13. julija 2018 in 6. januar 2019 sta se zgodila v naslednji semestrski seriji. |                                           |                                           |                                           |                                           |                                           |                                           |

### 145. sončev saros
Ta sončev mrk je del 145. saroškega cikla, ki mrke ponovi na vsakih 18 let, 11 dni in 8 ur. Saros vsebuje 77 mrkov. Začel se je z delnim mrkom 4. januarja 1639, kolobarjasti mrki pa so se začeli vrstiti od 6. junija 1891 naprej. Prvi hibridni mrk je bil 17. junija 1909, sledili pa so mu popolni mrki od 29. junija 1927, do 9. septembra 2648. Saros se konča s 77. članom, ki bo delni mrk 17. aprila 3009. Najdaljši mrk se bo zgodil 25. junija 2522, saj bo popolnost trajala kar 7 minut in 12 sekund. Vsi mrki v tem sarosu se zgodijo na luninem dvižne vozlu.
| 10.-32. člani serije med 1801 in 2359 | 10.-32. člani serije med 1801 in 2359 | 10.-32. člani serije med 1801 in 2359 |
| 10                                    | 11                                    | 12                                    |
| ------------------------------------- | ------------------------------------- | ------------------------------------- |
| 13. april 1801                        | 24. april 1819                        | 4. maj 1837                           |
| 13                                    | 14                                    | 15                                    |
| 16. maj 1855                          | 26. maj 1873                          | 6. junij 1891                         |
| 16                                    | 17                                    | 18                                    |
| 17. junij 1909                        | 29. junij 1927                        | 9. julij 1945                         |
| 19                                    | 20                                    | 21                                    |
| 20. julij 1963                        | 31. julij 1981                        | 11. avgust 1999                       |
| 22                                    | 23                                    | 24                                    |
| 21. avgust 2017                       | 2. september 2035                     | 12. september 2053                    |
| 25                                    | 26                                    | 27                                    |
| 23. september 2071                    | 4. oktober 2089                       | 16. oktober 2107                      |
| 28                                    | 29                                    | 30                                    |
| 26. oktober 2125                      | 7. november 2143                      | 17. november 2161                     |
| 31                                    | 32                                    | 33                                    |
| 28. november 2179                     | 9. december 2197                      | 21. december 2215                     |
| 34                                    | 35                                    | 36                                    |
| 31. december 2233                     | 12. januar 2252                       | 22. januar 2270                       |
| 37                                    | 38                                    | 39                                    |
| 2. februar 2288                       | 14. februar 2306                      | 25. februar 2324                      |
| 40                                    |                                       |                                       |
| 8. marec 2342                         |                                       |                                       |

### Cikel ineks
Mrk je del dolgega cikla ineks, ki se ponavlja na izmeničnih vozlih na vsakih 358 sinodskih mesecih (≈ 10.571,95 dni ali 29 let minus 20 dni). Njihov izgled in širina so nepravilni, ker niso sinhronizirani z anomalističnim mesecem (perigejeva perioda). Skupine 3 ciklov ineks (≈ 87 let minus 2 meseca) si pridejo blizu (≈ 1,151.02 anomalističnih mesecev), torej so mrki podobni v teh skupinah.
| Člani cikla ineks med 1901 in 2100: | Člani cikla ineks med 1901 in 2100: | Člani cikla ineks med 1901 in 2100: |
| ----------------------------------- | ----------------------------------- | ----------------------------------- |
| 11. november 1901 (141. saros)      | 21. oktober 1930 (142. saros)       | 2. oktober 1959 (143. saros)        |
| 11. september 1988 (144. saros)     | 21. avgust 2017 (145. saros)        | 2. avgust 2046 (146. saros)         |
| 13. julij 2075 (147. saros)         |                                     |                                     |

### Metonov niz
Metonov niz ponovi mrke na vsakih 19 let (6939,69 dni). Traja približno 5 ciklov. Mrki se zgodijo v skoraj enakem koledarskem datumu. Oktonski podnizi se ponovijo na 1/5 časa trajanja Metonovega cikla, oziroma na vsakih 3,8 let (1387,94 dni).
```
Vsi mrki v tej tabeli se zgodijo na Luninem dvižnem vozlu.
```

| 21 mrkov, od juga proti severu med 10. junijem 1964 in 21. avgustom 2036 | 21 mrkov, od juga proti severu med 10. junijem 1964 in 21. avgustom 2036 | 21 mrkov, od juga proti severu med 10. junijem 1964 in 21. avgustom 2036 | 21 mrkov, od juga proti severu med 10. junijem 1964 in 21. avgustom 2036 | 21 mrkov, od juga proti severu med 10. junijem 1964 in 21. avgustom 2036 |
| 10.–11. junij                                                            | 27.–29. marec                                                            | 15.–16. januar                                                           | 3. november                                                              | 21.–22. avgust                                                           |
| 117                                                                      | 119                                                                      | 121                                                                      | 123                                                                      | 125                                                                      |
| ------------------------------------------------------------------------ | ------------------------------------------------------------------------ | ------------------------------------------------------------------------ | ------------------------------------------------------------------------ | ------------------------------------------------------------------------ |
| 10. junij 1964                                                           | 28. marec 1968                                                           | 16. januar 1972                                                          | 3. november 1975                                                         | 22. avgust 1979                                                          |
| 127                                                                      | 129                                                                      | 131                                                                      | 133                                                                      | 135                                                                      |
| 11. junij 1983                                                           | 29. marec 1987                                                           | 15. januar 1991                                                          | 3. november 1994                                                         | 22. avgust 1998                                                          |
| 137                                                                      | 139                                                                      | 141                                                                      | 143                                                                      | 145                                                                      |
| 10. junij 2002                                                           | 29. marec 2006                                                           | 15. januar 2010                                                          | 3. november 2013                                                         | 21. avgust 2017                                                          |
| 147                                                                      | 149                                                                      | 151                                                                      | 153                                                                      | 155                                                                      |
| 10. junij 2021                                                           | 29. marec 2025                                                           | 14. januar 2029                                                          | 3. november 2032                                                         | 21. avgust 2036                                                          |